# Ganeung-dong
Ganeung-dong (koreanska: 가능동) är en stadsdel i staden Uijeongbu i provinsen Gyeonggi i den norra delen av Sydkorea, 21 km norr om huvudstaden Seoul.